# De ruimte van Sokolov
De ruimte van Sokolov is een literaire psychologische thriller geschreven door Leon de Winter en is uitgegeven in 1992 bij uitgeverij De Bezige Bij te Amsterdam. In 2005 kwam de negentiende druk uit.

## Samenvatting
Twee leidende Russisch-Joodse raketingenieurs, Sasja en Lev, die sinds hun schooltijd in Moskou bevriend zijn, vallen in Rusland in ongenade als hun nieuwe draagraket, de Oktjabr, met twee kosmonauten aan boord  in juni 1985 boven Bajkonoer explodeert, bij de ontsteking van de tweede trap. De geleerden verliezen elkaar uit het oog en emigreren afzonderlijk naar Israël waar ze ten slotte topfuncties in de wapenindustrie krijgen. Aleksandr "Sasja" Sokolov (eigenlijk Berenstein) is de hoofdpersoon die aanvankelijk in Israël alleen als vuilnisman werk vindt in een Jemenitische buitenwijk van Tel Aviv en alcoholist geworden is om te vergeten. Hij is getuige van een moord op straat, en meent in de schutter zijn oude schoolvriend Lev Lezjawa te herkennen, het begin van verwikkelingen waarbij twee verdere doden vallen tegen de achtergrond van de Golfoorlog van 1990-1991.
Het verhaal speelt zich af in Tel Aviv en in de herinnering in Moskou en het nabije Kaliningrad (nu Korolyov), waar ruimtevaartindustrie gevestigd is.

## Thema's
Thema's zijn de vriendschap tussen twee mannen met onderlinge concurrentie, het leven van Joden in Rusland en Israël en hun geschiedenis, en de verbeelding van exacte wetenschap.